# Encephalartos senticosus
Encephalartos senticosus — вид голонасінних рослин класу саговникоподібні (Cycadopsida).

## Опис
Рослини деревовиді; стовбур 4 м заввишки, 30 см діаметром. Листки завдовжки 110—180 см, темно-зелені, дуже блискучі; хребет жовтуватий, прямий, жорсткий або троха зігнутий; черешок прямий, з 1–6 колючками. Листові фрагменти ланцетні; середні — 8–18 см завдовжки, 14–27 мм завширшки. Пилкові шишки 3–4, вузько яйцевиді, жовті, завдовжки 30–60 см, 10 см діаметром. Насіннєві шишки 2–3, яйцевиді, жовті, довжиною 45 см, 22 см діаметром. Насіння довгасте, саркотеста червона.

## Поширення, екологія
Країни поширення: Мозамбік; ПАР (Квазулу-Натал); Есватіні. Записаний від 300 до 800 м над рівнем моря. Цей вид зустрічається на скелястих схилах і лісових ярах або на сухих відкритих скелях в сухій чагарниковій савані.

## Загрози та охорона
Цей вид, в першу чергу під загрозою через браконьєрство рослин з дикої природи. Популяції знаходяться в англ. Mkuzi Game Reserve, Pongolapoort Nature Reserve.